# 新伍のTVでライバル
『新伍のTVでライバル』（しんごのテレビでライバル）は、1989年4月18日から同年7月18日までテレビ東京系列局で放送されていたテレビ東京製作のバラエティ番組である。全12回。放送時間は毎週火曜 20:00 - 20:54 （日本標準時）。

## 概要
ライバル関係にある企業2社の社員が登場し、歌やものまねで競っていた番組。司会は山城新伍が務めていた。

## 番組で行われた対戦
1. ラーメン×パン
2. スポーツ関連会社
3. 結婚式場×仏壇会社
4. ハンバーグ×スパゲティ
5. （不明）
6. 住宅産業
7. ハイテク大会
8. ガス×ファッション
9. ウィンナー×おつまみ
10. メガネ×文具
11. 珍芸名人対決
12. 味噌汁×コーヒー